# Michael T. Weiss
Michael T. Weiss, född 2 februari 1962, är en amerikansk skådespelare, främst känd som Jarod i den amerikanska TV-serien Kameleonten.

## Filmografi, i urval
- Våra bästa år (1985-1990)
- Kameleonten (1996-2000)
- Profiler (1999-2000)